# Vente a ligar al Oeste
Vente a ligar al Oeste és una pel·lícula de comèdia espanyola dirigida per Pedro Lazaga amb guió de Vicente Escrivá Soriano i Vicente Coello, estrenada el gener de 1972. Fou protagonitzada per Alfredo Landa.

## Sinopsi
El guardaagulles de RENFE Benito Montilla (Alfredo Landa) es veu involucrat en el rodatge de pel·lícules (en particular Western) després de volar amb una càrrega de dinamita que el director d'una d'aquestes pel·lícules ha ordenat disparar. Es ficarà en un món burlesc en el qual exercirà una gran varietat de papers.

## Repartiment
- Alfredo Landa: Benito Montilla
- José Sacristán: Paco
- Antonio Ferrandis: Don Antonio
- Mirta Miller: Ursula Malone
- Tina Sáinz: Marisa

## Premis
Antonio Ferrandis va rebre el premi al millor actor secundari als Premis del Sindicat Nacional de l'Espectacle de 1971.